# Вікіпедія мовою конго
Вікіпедія мовою конго — розділ Вікіпедії мовою конго. Створена у 2004 році. Вікіпедія мовою конго станом на 19 серпня 2025 року містить 1563 статті, 12 187 зареєстрованих користувачів, 23 активних дописувачів, 1 адміністратора
. Загальна кількість сторінок у Вікіпедії мовою конго — 4008, редагувань — 48 121, мультимедійні файли відсутні
. Глибина (рівень розвитку мовного розділу) Вікіпедії мовою конго мала і становить 29.4 пунктів
. 

## Історія
- Травень 2006 — створена 100-та стаття[3].
- Листопад 2015 — створена 1 000-на стаття[3].